# Psychilis
Psychilis é um género botânico pertencente à família das orquídeas (Orchidaceae).

## Espécies
1. Psychilis bifida (Aubl.) Sauleda, Phytologia 65: 8 (1988) - espécie tipo
2. Psychilis buchii (Cogn.) Sauleda, Phytologia 65: 10 (1988)
3. Psychilis cogniauxii (L.O.Williams) Sauleda, Phytologia 65: 11 (1988)
4. Psychilis correllii Sauleda, Phytologia 65: 11 (1988)
5. Psychilis dodii Sauleda, Phytologia 65: 13 (1988)
6. Psychilis domingensis (Cogn.) Sauleda, Phytologia 65: 14 (1988)
7. Psychilis kraenzlinii (Bello) Sauleda, Phytologia 65: 15 (1988)
8. Psychilis krugii (Bello) Sauleda, Phytologia 65: 17 (1988)
9. Psychilis macconnelliae Sauleda, Phytologia 65: 18 (1988)
10. Psychilis monensis Sauleda, Phytologia 65: 20 (1988)
11. Psychilis olivacea (Cogn.) Sauleda, Phytologia 65: 21 (1988)
12. Psychilis rubeniana Dod ex Sauleda, Phytologia 65: 22 (1988)
13. Psychilis truncata (Cogn.) Sauleda, Phytologia 65: 24 (1988)
14. Psychilis vernicosa (Dod) Sauleda, Phytologia 65: 25 (1988)